# Dúmar Rueda
Dúmar Rueda (Vélez, Santander, Colombia, 28 de diciembre de 1972) es un exfutbolista colombiano. Jugaba de mediocampista.

## Clubes
| Club                   | País     | Año       |
| ---------------------- | -------- | --------- |
| Atlético Bucaramanga   | Colombia | 1994-1996 |
| Independiente Medellín | Colombia | 1996      |
| Atlético Nacional      | Colombia | 1997-2001 |
| Deportivo Pasto        | Colombia | 2002-2004 |
| Deportes Tolima        | Colombia | 2004-2006 |
| Cúcuta Deportivo       | Colombia | 2007      |
| Junior                 | Colombia | 2008-2009 |

## Palmarés

### Campeonatos nacionales
| Título           | Club                 | País     | Año  |
| ---------------- | -------------------- | -------- | ---- |
| Primera B        | Atlético Bucaramanga | Colombia | 1995 |
| Primera División | Atlético Nacional    | Colombia | 1999 |

### Copas internacionales
| Título              | Club              | País     | Año  |
| ------------------- | ----------------- | -------- | ---- |
| Copa Interamericana | Atlético Nacional | Colombia | 1997 |
| Copa Merconorte     | Atlético Nacional | Colombia | 1998 |
| Copa Merconorte     | Atlético Nacional | Colombia | 2000 |